# Bataille du Rhin
Ne doit pas être confondu avec la bataille d'Alsace qui a abouti à la libération de l'Alsace par les Alliés en 1945.
Seconde Guerre mondiale
La bataille du Rhin, également connue sous le nom d'opération Kleiner Bär (littéralement « petit ours »), est une offensive de la 7e armée allemande lancée le 15 juin 1940 durant la Seconde Guerre mondiale qui visait à envahir la plaine du Rhin et à encercler les armées françaises en retraite. Plus symbolique que décisive, l'opération devait permettre à Hitler de prétendre à une victoire sur la ligne Maginot alors que les armées allemandes venaient d'atteindre Paris et que la campagne de France semblait sur le point de s'achever.